# Génération spontanée
Pour les articles homonymes, voir Génération et Spontané.
Cet article concerne la théorie aristotélicienne de l'origine de la vie. Pour les théories scientifiques modernes, voir Origine de la vie. Pour les aspects mythiques et religieux, voir Cosmogonie.

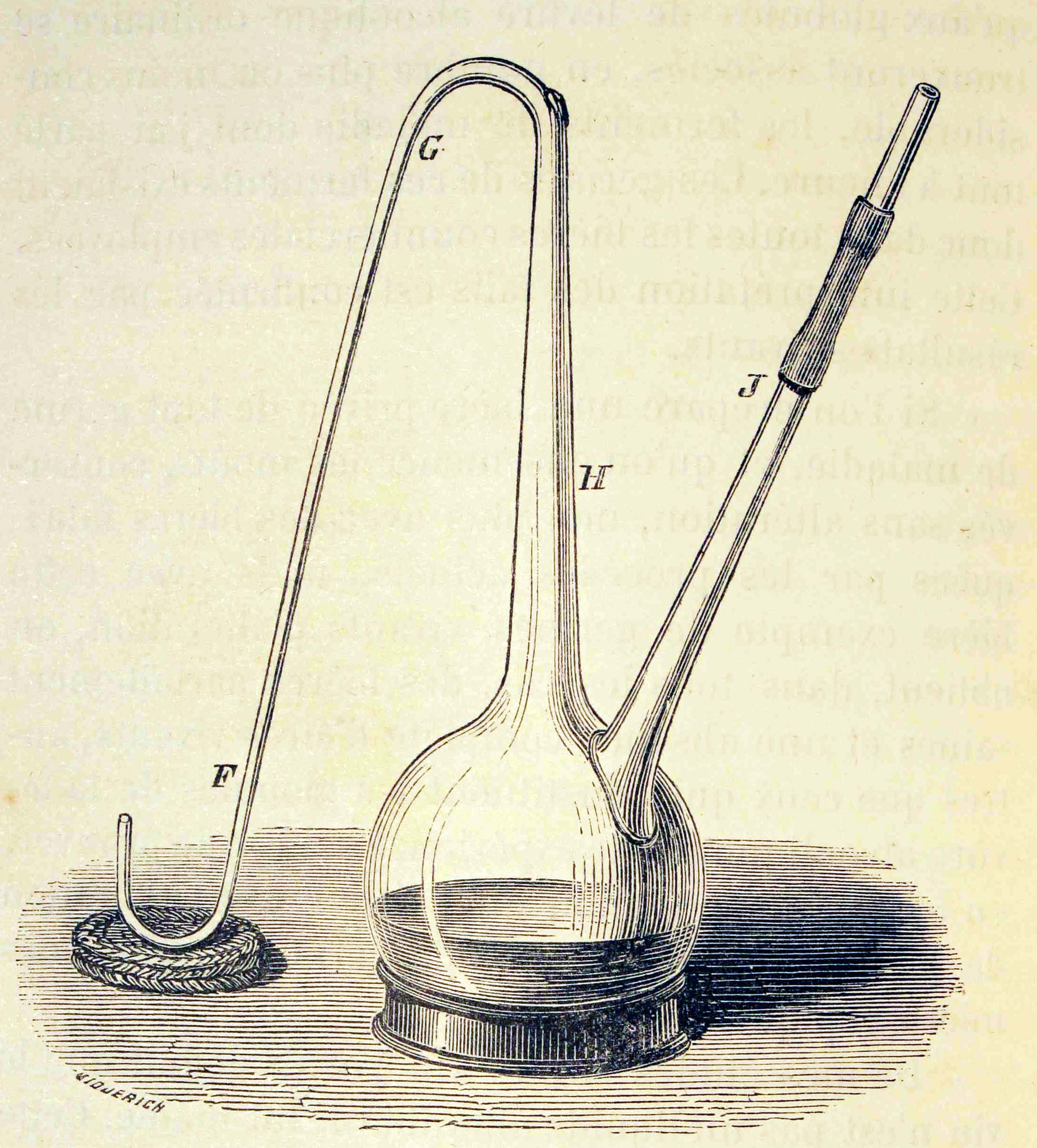
Schéma de la bouteille à col de cygne utilisée dans les expériences de Pasteur pour réfuter la génération spontanée.

La génération spontanée est une notion aristotélicienne tombée en désuétude, supposant l’apparition, sans ascendant, d’êtres vivants à partir de la matière inanimée. Cette notion est apparentée au concept moderne d'abiogenèse.
Diogène Laerce rapporte que, déjà, Démocrite aurait mentionné que les atomes auraient pu en s'assemblant donner naissance aux premiers êtres vivants, ce qui n'est pas faux en soi, car les êtres vivants sont effectivement composés de molécules (qui sont des assemblages d'atomes). Mais contrairement à ce que dit Aristote qui, dans l’Organon, mentionne l'apparition spontanée au bout de quelque temps des moisissures sur les aliments, des mites sur la laine et des souris là où on entasse de vieux vêtements de façon prolongée, donnant naissance au concept de génération spontanée, personne n'a observé d'apparition spontanée de la vie à partir d'une « soupe primitive », malgré les nombreuses tentatives effectuées.
Cette hypothèse aristotélicienne, imaginée à partir des diverses interprétations de l’apparition des organismes par les philosophies naturelles l’ayant précédé, a néanmoins perduré pendant les deux millénaires de la grande influence d'Aristote sur la science, avant d'être remise en cause par des expérimentations menées par des scientifiques du XVIIe siècle, comme le naturaliste italien Francesco Redi.
Il faudra attendre jusqu'au XIXe siècle, où elle avait aussi pris le nom de « spontéparité », ou encore d’« hétérogénie », pour que celle-ci soit invalidée par Pasteur avec l'expérience de ses ballons à col de cygne et sa découverte de la pasteurisation, ainsi que par les expériences de John Tyndall. Elle a alors été remplacée par la théorie microbienne et la théorie cellulaire.

## Historique
La croyance en la génération spontanée fit longtemps partie du sens commun, parce que l’apparition d’êtres vivants là où on n’en voyait pas est un phénomène d’observation courante. On continuait à croire que des souris pouvaient naître spontanément d’un tas de chiffons et des asticots sortir d’un morceau de viande. Les micro-organismes, microbes et levures, semblaient le produit d’une génération spontanée.
Hors de cette compréhension animiste de la génération spontanée, c’est penser que la nature peut spontanément s’organiser pour donner l’existence à une forme de vie qui lui semble opportune.
Théorie synthétisée par Aristote et soutenue par Descartes ou par les observations au microscope de Needham, son inexactitude fut d’abord démontrée expérimentalement par Francesco Redi, dans son traité Esperienze Intorno alla Generazione degl’Insetti, en 1668 puis par le naturaliste Lazzaro Spallanzani en 1765.
Au début du XIXe siècle, elle était soutenue par Geoffroy Saint-Hilaire et Jean-Baptiste de Lamarck. Ils considéraient tous deux que les formes de vie les plus simples, les infusoires, pouvaient encore apparaître actuellement par génération spontanée. De même, Antoine Béchamp a montré, par ses microzymas, une forme de génération spontanée de la vie.
En 1859, quand éclate la controverse à l’Académie des sciences entre Louis Pasteur et Félix-Archimède Pouchet, auteur d’Hétérogénie ou Traité de la génération spontanée, elle est déjà une théorie hétérodoxe, rejetée par l’Académie des sciences.
Les expériences soigneuses de Pasteur au XIXe siècle ont clairement établi que, dans tous les cas supposés de génération spontanée, il y avait en fait des germes — des contaminations par un ou plusieurs microorganismes —, à l’origine des êtres vivants apparus, réfutant définitivement cette théorie. Dans un milieu isolé et convenablement stérilisé, la vie n’apparaît pas spontanément, du moins pas aux échelles de temps et d’espace typiques d’un laboratoire. La remise en cause de la génération spontanée a joué un grand rôle dans les mesures d’hygiène et d’asepsie contre le développement des maladies. Pouchet, l’inventeur de l’hétérogénie, est resté convaincu jusqu’à sa mort de sa théorie de la génération spontanée.
L’hypothèse de la génération spontanée a aujourd’hui perdu tout crédit scientifique, y compris dans le cadre des recherches sur l’origine de la vie sur Terre, qui n'est pas apparue telle qu'on la connait mais a connu un long processus gradué d'évolution de la matière inerte vers la matière vivante sur des millions d'années, au point de rendre vain la datation de son apparition à un stade précis.
Le seul fait établi est que toute la vie connue sur Terre descend d'un ancêtre commun apparu il y a plus de trois milliards d'années, issu lui-même d'une lignée d'organismes plus anciens.

## Adoption par l’Église

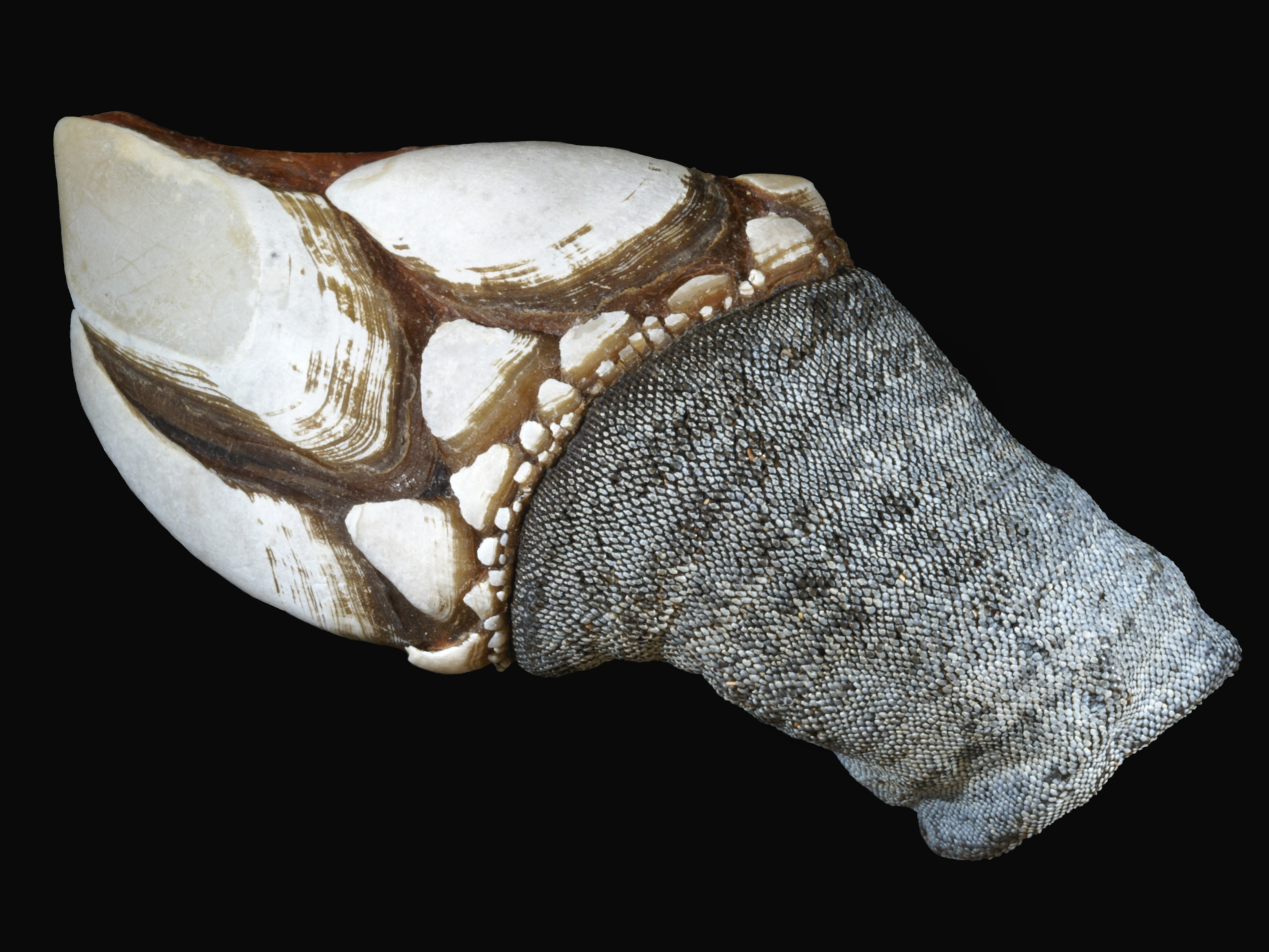
Des crustacés cirripèdes (tel le pouce-pied, Pollicipes cornucopia) étaient désignés sous le nom vernaculaire de « bernaches ou bernacle des navires » en référence à l'idée qu'ils engendraient des canards ou oies bernaches.

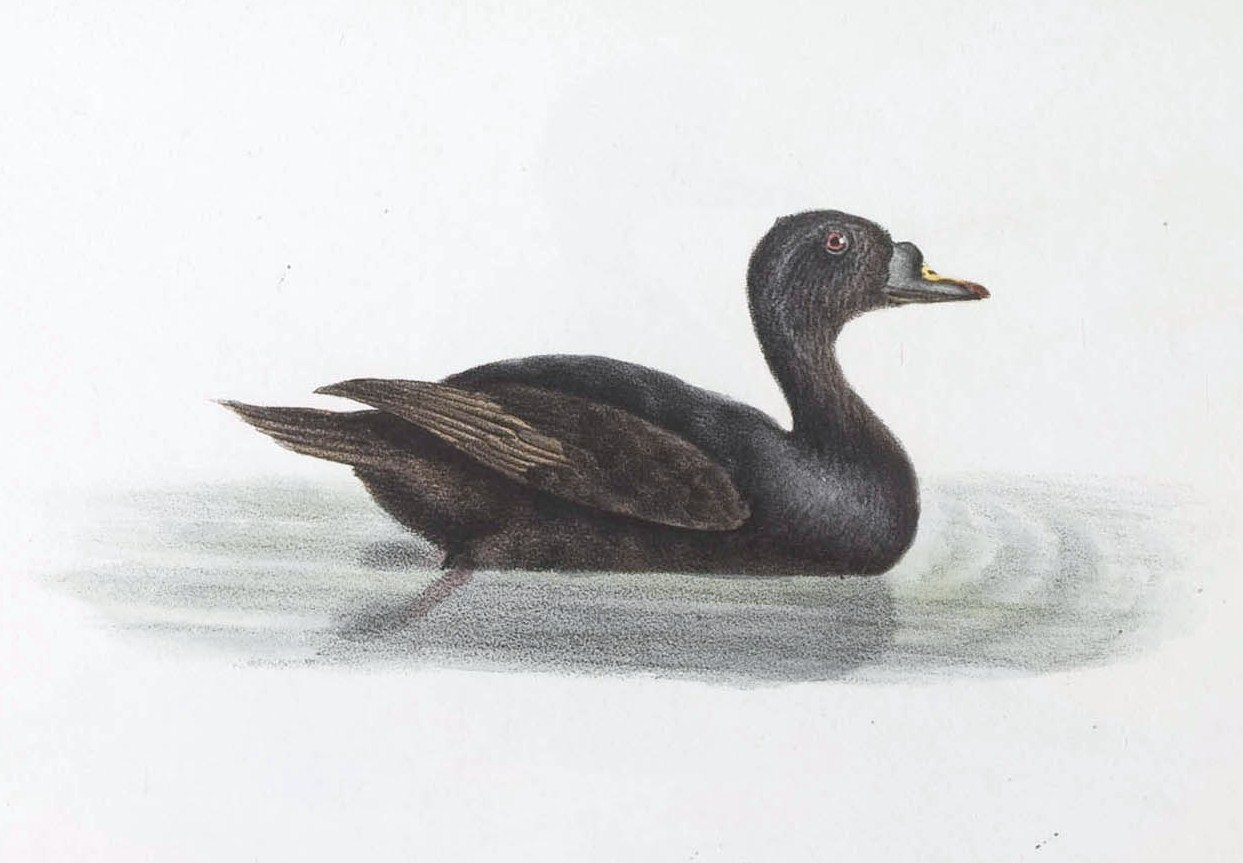
La macreuse.

Augustin d'Hippone discute de la génération spontanée dans La Cité de Dieu et dans La Genèse au sens littéral, en citant des passages de la Bible comme « Que les eaux produisent en abondance les créatures mouvantes qui ont vie » (Genèse 1:20) comme des décrets permettant la création permanente. Augustin a insisté sur le fait qu’apparaitre comme ignorants du monde naturel ne donnerait pas une bonne opinion des chrétiens. D’autres auteurs ont mentionné la génération d’animaux à différents moments dans le récit de l’Exode, ainsi que l’incident de la ruche générée dans la carcasse du lion dans l’histoire de Samson au chapitre 14 du livre des Juges.
Même avec le déclin de l’influence de la science grecque, de la chute de l’Empire romain au Ve siècle au grand schisme avec l’Orient de 1054, la théorie de la génération spontanée n’a généralement pas été contestée et de nouvelles descriptions ont été effectuées. Le XIIIe siècle vit l’époque de la plus grande acceptation d’Aristote, réintroduit en Europe occidentale en traduction arabe. Avec la disponibilité des traductions latines, Albert le Grand et son élève, Thomas d'Aquin, l’aristotélisme atteignit sa plus grande importance. Albert le Grand rédigea une paraphrase d’Aristote, De causis et processu universitatis, dans laquelle il a enlevé certains commentaires par les savants arabes et incorporé d’autres. Les écrits influents de Thomas d’Aquin, tant sur le physique et le métaphysique, sont principalement d’influence aristotélicienne, mais ils montrent de nombreuses autres influences.
La génération spontanée est admise comme un fait dans la littérature jusqu’à la Renaissance. Là où Shakespeare traite, en passant, des serpents et des crocodiles formés à partir de la boue du Nil dans Antoine et Cléopâtre (2.7 F1), Izaac Walton soulève à nouveau la question de l’origine des anguilles dans le Parfait Pêcheur à la ligne quand « les rats et les souris, et de nombreuses autres créatures vivantes, naissent en Égypte, de la chaleur du soleil quand il brille sur la crue du fleuve… ». Bien que la vieille question de l’origine des anguilles soit restée sans réponse et que l’idée que les anguilles se reproduisaient à partir de la corruption de l’âge ait été mentionnée, celle de la génération spontanée des rats et des souris n’a suscité aucun débat.
Parmi ces nombreuses croyances, certaines avaient des implications doctrinales. Par exemple, l’idée que la variété de canard plongeur connue sous le nom de macreuse émanait du crustacé connu sous le nom de bernacle des navires, eut des répercussions sur la pratique du jeûne pendant le Carême. En 1188, Giraud de Barri, après s’être rendu en Irlande, fit valoir que le fait que la génération « contre nature » des macreuses prouvait la véracité de l’Immaculée Conception. Conséquemment, la consommation de cette espèce de canard plongeur était autorisée au cours du jeûne de Carême lorsque la volaille était interdite mais le poisson autorisé, puisqu’on pensait qu’elle venait d’un coquillage. Il ne fallut rien de moins qu’un décret du pape Innocent III en 1215 pour mettre fin à cette pratique. Contester la génération spontanée équivalait donc à contester les enseignements de l’Église et pouvait avoir de graves conséquences : au début de 1672, le savant caennais André Graindorge réunit l’Académie de physique de Caen, fondée en 1662, autour d’un projet d’étude visant à réfuter la théorie selon laquelle la macreuse provenait des bernacles des navires. Lorsque Guy Chamillart, intendant royal de la généralité de Caen, à qui Graindorge avait confié les conclusions qu’il avait rédigées sur le projet auquel il avait travaillé personnellement, les soumit à l’Académie des sciences et à la cour, ses conclusions furent rejetées et, en représailles, la Cour décida de cesser de financer l’Académie qui, à court de fonds, fut acculée à la dissolution fin 1672.

### Critique de Théophraste
Théophraste admet une génération spontanée chez les plantes et une génération normale.